# Anna Finocchiaro
Anna Finocchiaro Fidelbo (Módica, Sicília, 31 de março de 1955) é uma política italiana e ex-ministra do governo de Romano Prodi. É filiada ao Partido Democrático.
Depois das Eleições legislativas de 2008 foi confirmada chefe do grupo politico do PD no Senado.